# Joost van Aken
Joost van Aken (Haarlem, 13 maggio 1994) è un ex calciatore olandese, di ruolo difensore.

## Caratteristiche tecniche
Difensore centrale, può giocare anche da terzino.

## Carriera

### Club
Nel 2014 l'Heerenveen lo inserisce in prima squadra e alla prima stagione sigla 2 reti in 8 incontri di campionato.